# Sergej Georgijevič Žemajtis
Sergej Georgijevič Žemajtis (rusky Сергей Георгиевич Жемайтис) (23. září 1908, Nikolajevsk na Amuru – 8. září 1987, Moskva) byl ruský sovětský spisovatel litevského původu, autor vědeckofantastických příběhů a příběhů s námořní tematikou.

## Život
Narodil se ve městě Nikolajevsk na Amuru na ruském Dálném východě (dnes Chabarovský kraj) v rodině potomka litevského odsouzence poslaného sem do vyhnanství. Na Dálném východě prožil třicet let. Učil se mechanizátorem a pak pracoval jako traktorista v kolchozu. Vojenskou službu prožil v Tichooceánském loďstvu a po jejím skončení pracoval ve zlatých dolech, v lesnictví a na stavbě silnic. Postupně se stal korespondentem několika dálněvýchodních periodik, např. blagověščenských novin Амурская правда (Amurská pravda), a od roku 1937 v nich vydával svá první díla. Vysokoškolského vzdělání nedosáhl, absolvoval pouze dva kurzy na fakultě geografie Dálněvýchodní státní univerzity ve Vladivostoku. Po přepadení Sovětského svazu nacitickým Německem roku 1941 odešel dobrovolně na frontu a za své válečné zásluhy obdržel několik vyznamenání, například Řád Vlastenecké války nebo Řád rudé hvězdy.
Po skončení války studoval v Moskvě literární kurzy a věnoval se dětské literatuře. Pravidelně začal publikovat od roku 1951. Roku 1966 se stal spisovatelem z povolání a v tomto roce se také stal členem Svazu sovětských spisovatelů. Od roku 1957 do roku 1973 vedl redakci nakladatelství Молодая гвардия (Mladá garda) a s jeho podporou zde vyšly knihy Ivana Jefremova, bratrů Strugackých, Anatolie Dněprova a dalších významných představitelů sovětské sci-fi.
Byl ženatý a jeho syn Sergej Sergejevič Žemajtis (* 1952) je také spisovatelem.

## Dílo (výběr)
- Восход солнца (1944, Východ slunce), pro děti.
- Трудный человек (1944, Obtížný člověk), pro děti.
- Алеша Перец в стране гомункулусов 1959, Aljoša Perec v zemi homunkulů), sci-fi pro děti.
- Поющие камни» (1962, Zpívající kameny), pro děti.
- Рассказы о старшине Иванове и сержанте Лепёхине (1962–1965), cyklus deseti povídek o Velké vlastenecké válce.
- Красная ниточка (1964, Červená niť), pro děti.
- Вечный ветер (1967, Věčný vítr), přepracované vydání roku 1970 pod názvem Плавающий остров (Plovoucí ostrov), první díl dvoudílného cyklu Дети океана (Děti oceánu), česky jako Umělý ostrov, sci-fi román jehož hrdiny jsou moskevští studenti, kteří tráví svou praxi na umělém ostrově ve vodách Indického oceánu a v tropickém prostředí provádí zajímavá pozorování přírody a výzkumy mořských vod za pomoci cvičených delfínů, s jejichž pomocí například chovají stáda velryb.
- Багряная планета (1973, Šarlatová planeta), sci-fi román o pozemské expedici na Marsu a o jejím setkání se stopami zaniklé marťanské civilizace * Клипер Орион (1973, Klipr Orion), román s námořní tematikou odehrávající se v roce 1917.
- Не очень тихий океан (1976, Ne příliš tichý oceán), román s námořní tematikou.
- Большая лагуна (1977, Velká laguna), druhý závěrečný díl cyklu Дети океана (Děti oceánu). volné pokračování sci-fi románu Plovoucí ostrov.
- Жестокий шторм (1981, Nelítostná bouře), námořní příběh.

## Filmové adaptace
- Мятежный Орионъ (1978, Vzpurný Orion), ruský sovětský film podle románu Клипер Орион (Klipr Orion), režie Jevgenij Šerstobitov.[3]

## Česká vydání
- Umělý ostrov, Mladá fronta, Praha 1972, přeložila Růžena Pochová.
- Velká laguna, Mladá fronta, Praha 1979, přeložila Zdena Tichotová.
- Šarlatová planeta, Albatros, Praha 1990, přeložil Dimitrij Běloševský.